# Ming (Schrift)

Das Wort Minchōtai in einer japanischen Ming-Schriftart

Die Ming-Schriftart (chinesisch 明體 / 明体, Pinyin Míngtǐ) bzw. Song-Schriftart (chinesisch 宋體 / 宋体, Pinyin Sòngtǐ) oder Minchōtai (jap. 明朝体) oder Batang (kor. 바탕체) ist eine Schriftart zur Darstellung von chinesischen Zeichen. Sie ist die meistgenutzte Schriftart im Druck des chinesischen, japanischen und koreanischen Sprachraums.

## Begriff
Die Namen der Schrift beziehen sich auf die zwei verschiedenen Dynastien in China, die Song-Dynastie (宋朝,  sòng cháo, 960–1279), in der sie geschaffen wurde, und die Ming-Dynastie (明朝,  míng cháo, 1368–1644), in der sie populär wurde. Der japanische Name Minchō Minchōtai (明朝体) ist die japanische Aussprache der Zeichen. Das Suffix 體 / 体,  tǐ bzw. tai bezeichnet eine Schriftart.

## Merkmale
Die Schriftart besitzt unter anderem folgende Eigenschaften:
- Dicke vertikale Striche im Gegensatz zu dünnen horizontalen Strichen
- Dreieckige Verzierungen am Ende eines einzelnen horizontalen Striches (jap. 鱗 uroko)
- Allgemeine geometrische Regelmäßigkeit

Durch die unterschiedliche Strichstärke und die Verzierungen am Ende der Linien lässt sich diese Schriftart mit lateinischen Serifen-Schriftarten vergleichen. Das Äquivalent zu Grotesken wären die japanischen Gothic-Schriftarten (ゴシック体 Goshikku-tai).

## Geschichte

### China

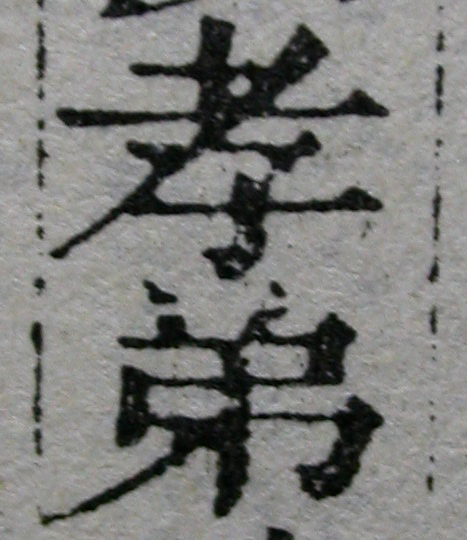
Nutzung einer Ming-Schriftart in einem historischen Text

Der Druck entwickelte sich das erste Mal in China während der Song-Dynastie. Zu dieser Zeit wurde auf horizontal gemasertes Holz gedruckt, da es auf diese Art einfacher war, horizontale Linien zu schnitzen, wurden diese Linien dünn. Vertikale Linien dagegen waren nur mit mehr Kraftaufwand zu schnitzen und wurden so dicker.
Erst in der Ming-Dynastie, als sich der Preis des Holzes verteuerte, wurde die Ming-Schriftart populärer, da sie kleiner zu schnitzen war als die anderen Schriftarten wie die Regelschrift.

### Japan
Im Japanischen werden zusätzlich zu den chinesischen Zeichen auch Hiragana und Katakana benutzt. In Japan gibt es mehrere Varianten der Minchō-Schriftart, wie die Lehrbuchschrift (教科書体 Kyōkashotai) oder Zeitungsstil.

### Korea
Eine ähnliche Schrift für die koreanischen Hangeul wurde bis kürzlich myeongjo (Nach der koreanischen Lesung von 明朝: 명조체) genannt. Nach einer Standardisierung der typographischen Ausdrücke im Jahr 1993 wurde der Name durch Batang ersetzt.